# María Luisa Doig
María Luisa Doig Calderón, née le 13 août 1991 à Lima, est une escrimeuse péruvienne. À l'âge de seize ans, elle dispute les Jeux olympiques de 2008 au fleuret avant de débuter à l'épée.

## Carrière
María Doig commence l'escrime à cinq ans, encouragée par son père, au Regatas Lima, club qu'elle fréquente toujours. Depuis sa professionnalisation, elle est soutenue par le programme Apoyo al Deportista de l'Instituto Peruano del Deporte (es) et s'entraîne en Hongrie auprès d'Adrian Pop (en). Parallèlement à sa carrière, elle étudie la dentisterie.
Doig s'est qualifiée pour les Jeux olympiques de 2008 au fleuret, où elle a été éliminée au premier tour par Katja Wächter (4-15). En 2010, elle élargit son répertoire et, tout en continuant de disputer les championnats panaméricains au fleuret, dispute également l'épreuve d'épée.
En raison de sa participation limitée à la coupe du monde, Doig n'a jamais fait mieux que 105e du classement mondial au fleuret. En revanche, elle crée la surprise lors des championnats panaméricains 2019, où elle décroche une médaille de bronze individuelle à l'épée. En 2021, elle se qualifie avec cette arme pour les Jeux olympiques de Tokyo en remportant le tournoi de qualification panaméricain face à la favorite canadienne, 34e mondiale, Leonora Mackinnon, contre qui elle avait perdu lors de précédents championnats panaméricains. Elle est éliminée au premier tour par Vivian Kong (11-15).
De nouveau, Doig obtient son sésame olympique en 2024 en triomphant lors du tournoi de qualification panaméricain, contre une autre Canadienne, Ruien Xiao en finale (8-7 en minute de priorité). Elle avait auparavant éliminé la vice-championne panaméricaine Montserrat Viveros en demi-finale, tandis que son adversaire disposait de la championne panaméricaine 2022 Isabel Di Tella.
En juin 2024, elle est avec le judoka Juan Postigos (en) nommée porte-drapeau de la délégation péruvienne aux Jeux olympiques de 2024. Elle termine à la 33ème place.

## Distinctions
- 2023 : Parmi les 50 femmes les plus influentes du Pérou du magazine Forbes[13]

## Palmarès
- Tournois satellites
  -  Médaille d'or au tournoi satellite de San José sur la saison 2022-2023[14]

- Championnats panaméricains
  -  Médaille de bronze à l'épée individuelle aux championnats panaméricains 2019 à Toronto[15]

## Classement en fin de saison
| Année | 2010 | 2014 | 2015 | 2016 | 2018 | 2019 | 2020 | 2021 | 2022 | 2023 |
| ----- | ---- | ---- | ---- | ---- | ---- | ---- | ---- | ---- | ---- | ---- |
| Rang  | 191  | 147  | 106  | 154  | 186  | 48   | 48   | 39   | 32   | 41   |